# Fatima Naoot

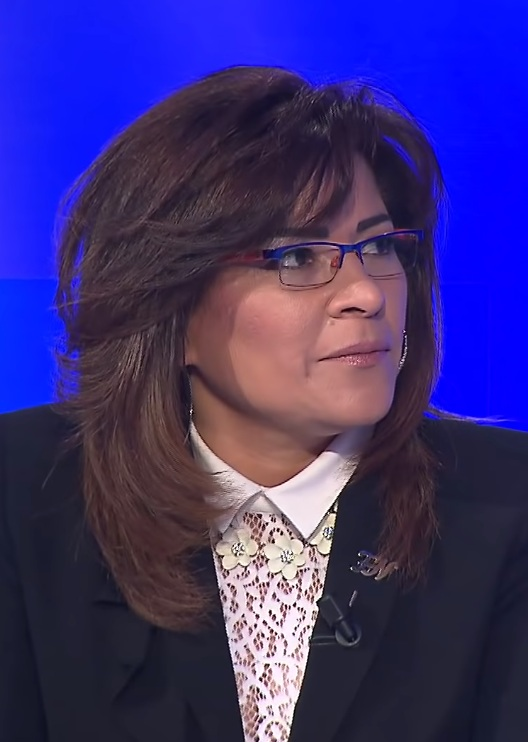
Fatima Naoot nel 2015

Fatima Naoot (in arabo فاطمة ناعوت‎?, Fāṭima Nāʿūt; Il Cairo, 18 novembre 1964) è una scrittrice e poetessa egiziana, conosciuta per suoi scritti in difesa del secolarismo, del femminismo e dei diritti degli animali, condannata nel gennaio 2016 a tre anni di carcere dal governo del suo paese per mancato rispetto della religione avendo scritto sul suo account Twitter contro il sacrificio di animali nel giorno di Eid al-Adha, la festa del sacrificio, la più grande festa musulmana.

## Biografia
Fatima Naoot è nata nel 1964 nella città del Cairo, in Egitto, dove successivamente, nel 1987, si è laureata in ingegneria presso l'Università di Ain Shams, specializzandosi in ingegneria architettonica. È stata candidata al parlamento egiziano.
Tra il 2002 e il 2012, ha pubblicato diversi scritti di poesia in arabo e inglese, oltre a tradurre vari romanzi letterari di scrittori di fama.  Fatima ha scritto un totale di 19 opere ed è considerata una delle voci principali della poesia araba.
È stata nominata dalla Scottish Poetry Library come una delle persone arabe più importanti ad essere membro della biblioteca. 
Ha vinto il primo premio nella sezione letteratura araba, all'Hong Kong Literature Festival nel 2006, con la raccolta A Bottle of Glue, che è stata tradotta in inglese e cinese.  Ha rappresentato l'Egitto al Rotterdam International Poetry Festival, Paesi Bassi, e al Festival Internazionale di Poesia Al-Mutanabbi a Zurigo, Svizzera, nel 2007. Nel 2014 ha vinto il Gibran International Prize a Sydney, in Australia.

## Vita privata
È madre di due figli: Mazen, che studia al dipartimento di architettura dell'Università di Ingegneria, e Omar, un artista nonostante il suo autismo.

## Opere
- Uno schiocco di dita - Organizzazione generale egiziana del libro, 2002 - Nuova collezione di libri
- A un centimetro da terra - Merito Editoriale, 2003
- Una sezione longitudinale in memoria - Organizzazione generale egiziana del libro, 2003
- Sul palmo di una donna - pubblicato dal Ministero della Cultura, 2004
- A Bottle of Glue - Editorial Symposium - pubblicato in inglese e cinese e ha vinto un premio all'Hong Kong Arabic Poetry Contest, 2007
- Il tempio dei fiori - Editoriale Nahdah Arabia, Beirut, 2007
- Una bottiglia di colla - Editoriale Merit, Il Cairo, 2008
- Il mio nome non è difficile - Editoriale Ad Dar - Il Cairo, 2009
- Il creatore della felicità - Editorial Merit, Il Cairo, 2012